# Bela oceanica
Bela oceanica é uma espécie de gastrópode da família Mangeliidae.